# Johann Wilhelm Hässler
Johann Wilhelm Hässler (Erfurt, 29 marzo 1747 – Mosca, 29 marzo 1822) è stato un compositore, organista e pianista tedesco.
Iniziò a studiare musica con lo zio, Johann Christian Kittel, organista a Erfurt. Nel 1762 circa ottenne il suo primo incarico di organista nella Barfüßerkirche di Erfurt. Dopo la morte del padre, nel 1769, si occupò anche dell'impresa di famiglia, nel commercio delle pellicce, riuscendo comunque a effettuare tournée in Germania negli anni settanta e in altre città d'Europa negli anni ottanta e novanta. Il 15 aprile 1789, durante il viaggio di Wolfgang Amadeus Mozart verso Berlino, lui e Hässler si cimentarono in una sfida all'organo. Hässler era inoltre in contatto con Johann Nikolaus Forkel, Johann Adam Hiller, Franz Benda e Carl Philipp Emanuel Bach. Dopo due anni a Londra (1790-1792), si trasferì in Russia, stabilendosi prima a San Pietroburgo, poi, nel 1794, a Mosca, dove fu un apprezzato compositore e insegnante di musica. Pubblicò opere per strumenti a tastiera, tra cui sonate, fantasie, preludi e anche un Gran concerto op. 50; una cantata, musica da camera e canzoni. Il più noto dei suoi lavori per pianoforte è la Gran giga in re minore op. 31.